# اسماعیل امیرخیزی

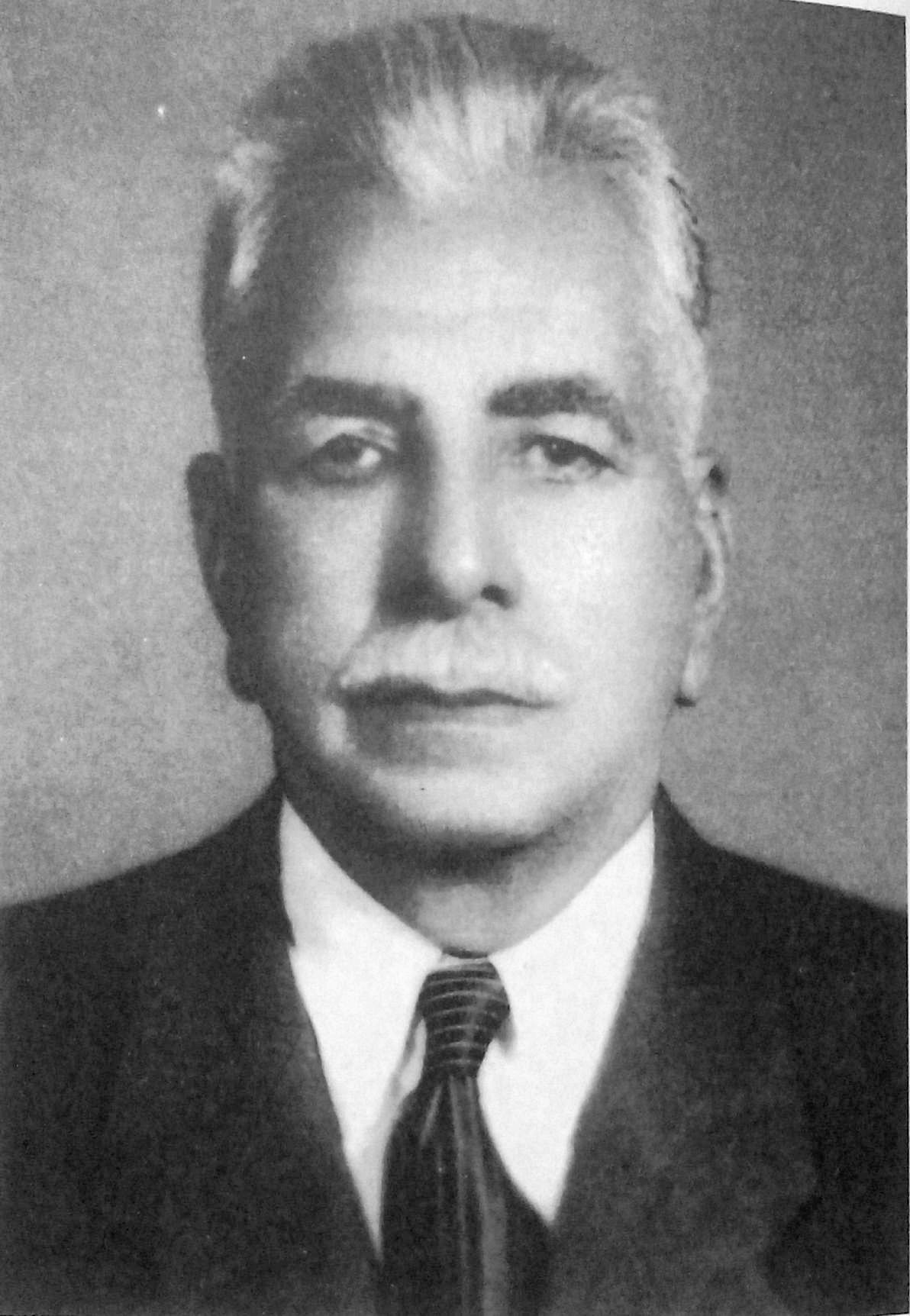
اسماعیل امیرخیزی.

اسماعیل امیرخیزی،(۱۲۵۵–۱۳۴۴ خورشیدی) نویسنده و از بزرگان انقلاب مشروطه ایران و برادر علی امیرخیزی نویسنده و مترجم ایرانی است.

## زندگی
زادگاه امیرخیزی منطقه ارونق (بخش صوفیان) است ولی چون در محله امیرخیز تبریز زیسته‌ است، به امیرخیزی مشهور شده‌ است. از آغاز نهضت مشروطه‌خواهی، به جمع آزادی‌خواهان پیوست و در انجمن ایالتی آذربایجان، به سمت نماینده شهر اردبیل شرکت کرد. پس از آنکه کار بین انجمن ایالتی و شاه به جنگ انجامید، انجمن ایالتی او را به عنوان منشی ستارخان، در ظاهر، و مستشاری او، در باطن، معین کرد. وی در دستگاه این سردار ملی عاملی مؤثر بود و در بسیاری از موارد ستارخان جز به اشاره او، اقدامی نمی‌کرد.
در طول مدت قیام شیخ محمد خیابانی، امیرخیزی به قیام پیوست و با پیشنهاد خیابانی به عضویت هیئت مدیره قیام درآمد. امیرخیزی در طول مدت قیام (۱۷ فروردین ۱۲۹۹ ش الی ۲۲ شهریور ۱۲۹۹ ش) از یاران و مشاوران خیابانی بود. امیرخیزی در سال ۱۳۲۶ ش به سمت بازرس عالی وزارت فرهنگ انتخاب گردید.
دکتر مهدی بیانی او را از جمله خوشنویسان خط نستعلیق و شاگرد می‌رسید حسین خوشنویس‌باشی ذکر کرده‌است.

## مرگ
وی در تیرماه ۱۳۲۸ ش بازنشسته شد و سرانجام در روز ۲۷ بهمن ماه ۱۳۴۴ ش در تهران درگذشت.

## آثار
امیرخیزی در زمینه‌های ادبی و تاریخی، آثاری از خویش برجای نهاده‌است:
1. تصحیح بوستان سعدی.
2. قطعات منتخب زبان فارسی.
3. تصحیح دیوان عنصری.
4. قیام آذربایجان و ستارخان.
5. تاریخ فرهنگ و ادب آذربایجان (چاپ نشده).
6. قصاید و اشعار، که بیشتر در مجله ارمغان منتشر شده‌است.
7. مقالات که بیشتر در مجله وحید منتشرشده‌است. ۲